# 泰瑞·波特
泰瑞·波特（英語：Terry Porter，1963年4月8日—），生于威斯康星州密爾沃基，美国职业篮球运动员，司职控球后卫。

## NBA生涯
波特参加了学院在威斯康星大学 - 史蒂文的大学点（指针），一个分部III学校。他在主教练迪克·贝内特出场，并与布拉德·索德伯格（谁后来成为主教练在圣路易斯大学）。
在Stevens Point的四个赛季，波特场均13.5分，3.8个篮板和3.8次助攻，并打出58.9％的从地面。[2]作为小辈，他场均18.8分，投篮命中率超过65％。[3]两次的指针，既是一个初级和高级，他被任命为一个NAIA第一队所有美国。作为晚辈，他被评为NAIA“年度最佳球员”，并在1984年的比赛NAIA，他被评为本次比赛的最有价值球员，即使指针丢失了全国冠军海斯堡州立[4]。
经过1984年的比赛，波特是唯一NAIA球员被邀请到1984年美国奥运代表队选拔赛。 （一队包括帕特里克·尤因，迈克尔·乔丹，山姆帕金斯，韦曼Tisdale的，克里斯 - 穆林，和史蒂夫奥尔福德。）72球员被邀请到审判，带领由主教练鲍勃·奈特。在试验中，他说：“我敢肯定，很多人可能已经惊讶地在这里看到我，我甚至没有想到得到邀请本次比赛是什么，我已经习惯了整体档次了我。那种感觉敬畏。“[5]波特做了它到最后20（即使他有水痘[6]），但对一个团队，是沉重的后卫（约旦，奥尔福德，韦恩·弗莱明，阿尔文·罗伯逊莱昂木），波特被削减1984年5月13日随着查尔斯·巴克利和斯托克顿。
奥运选拔赛后，NBA球探开始注意到波特为他的“严密的防守打法，不停的喧嚣和娴熟的投篮手感”。他说：“我是不是在高中的多好，所以大学校没来找我，但我想我已经改善了很多的点。”后在得分后卫（或2G）的三个赛季，他搬到了控球后卫（PG）的位置。[3]
在他的大四赛季，他场均19.7分，每场比赛4.3次助攻，他是唯一的三司命名的球员篮球教练员，胜牌的全国协会所有美国比赛。[7]他也是唯一NAIA球员命名到阿罗哈篮球全明星精英赛，在那里他被任命为所有比赛队（连同德特勒夫·施拉姆夫，哈罗德·基林，泽维尔丹尼尔，和乔·杜马斯），并作为“最佳防守球员”，并共同MVP。[8 ] [9]
波特回到了威斯康星大学 - 史蒂文完成学位的通信，在1993年获得的，在电视和广播的重点。[10]他被授予杰出校友奖; 1999年

## NBA球員時期
进入1985年的NBA选秀大会上，芝加哥公牛队，[12]亚特兰大老鹰队，[13]金州勇士队，[14]和圣安东尼奥马刺队，[15]都看着起草波特。多数专家，包括波士顿环球报的鲍勃·瑞恩，预计他将在休斯顿火箭队以19顺位选秀权，[16]而达拉斯晨报扬哈伯德让他去了底特律活塞队用18号选秀权。 [17]他被认为是在控球后卫的第二个最好的选择，背后萨姆文森特，出密歇根州。[18]
在1985年6月18日波特兰开拓者队选中波特与第24顺位的选秀大会。波特从预计18或19顺位下滑，而对方后卫，乔·杜马斯（被活塞18），史蒂夫·哈里斯（火箭队19日），和萨姆文森特（被凯尔特人20日），一往直前他。
在波特兰他长达十年的使用权，波特去了NBA总决赛两次，并继续持有的最自由的NBA总决赛单场罚球纪录做，没有错过-15（1990年6月7日在底特律）。他的J.沃尔特·肯尼迪公民奖获得者于1993年，仍然是开拓者队的所有时间协助领导者5,319。波特之前1995-96赛季签署作为自由球员与明尼苏达森林狼队，并帮助森林狼夺得他们的第一次季后赛在1996-97和他们的第一个赢取的季节来年。
他与热火签订了1998-99竞选前，并与圣安东尼奥马刺之前，1999-2000赛季签约。他退休了在2001-02赛季结束后，有在他的NBA生涯从未交易过。波特的球队在他的职业生涯的编制815-547（0.598）的纪录，只有一次没能进入季后赛。
在1274场比赛，场均波特12.2分，5.6次助攻和1.24次抢断，职业生涯，其中包括两名全明星级泊位（1991年，1993年），两次前往NBA总决赛（1990年，1992年）和15586分的职业生涯中。他是12日在NBA的所有时间协助清单（7,160）。波特播放5顶36教练（场赢了），在NBA历史上的：帕特 - 莱利（1210），阿德尔曼（945），杰克·拉姆齐（864），波波维奇（797）和桑德斯（636）。
在2008年12月16日，开拓者队退役波特的30號球衣

## 教練時期
波特于2002-03赛季担任萨克拉门托国王队的助理教练，辅佐里克·阿德尔曼。这是他作为教练的第一个赛季。
2003年8月6日，波特被聘为密尔沃基雄鹿队的主教练。他是球队历史的第八主教练。他执教雄鹿队两年。当时雄鹿队希望球队积累的优秀新秀能帮助他们够有朝一日杀回季后赛。然而在这段时间内，雄鹿队一直与季后赛无缘。波特也在2005年休赛期被解雇。在赋闲期间，波特执教了他儿子所在的五年级球队，并度过了一个不败的赛季。
离开职业篮球一年之后，波特作为助理教练加盟了底特律活塞队，度过了2006-07赛季。
2008年6月9日，波特被聘用为菲尼克斯太阳队的第13主教练，接替迈克·德安东尼。波特改变了前任德安东尼和太阳队一直以来的跑轰战术，然而队员似乎并不适应。
2009年2月16日，波特在執教太阳仅获得28勝23敗，西部联盟第九的战绩之后被解雇。球队由阿尔文·金特里接手，重拾德安东尼时代的跑轰打法。
2011年12月6日，他被聘为明尼苏达森林狼队的助理教练，再度与阿德尔曼合作。
2013年1月8日，森林狼宣布，在主教练阿德尔曼因家庭问题不能随队期间，波特将作为代理主教练。
2016年4月2日，波特被聘为波特兰大学男子篮球队的主教练，2021年2月6日，波特在波特兰大学十連敗後確定被解雇，結束五年執教。

## 主教练战绩
| 隊伍 | 年份    | 常規賽 | 常規賽 | 常規賽 | 常規賽 | 常規賽         | 季後賽     |
| 隊伍 | 年份    | 比賽   | 勝     | 負     | 勝率   | 排名           | 季後賽     |
| ---- | ------- | ------ | ------ | ------ | ------ | -------------- | ---------- |
| MIL  | 2003-04 | 82     | 41     | 41     | .500   | 中央赛区第四名 | 第一輪失利 |
| MIL  | 2004-05 | 82     | 30     | 52     | .366   | 中央赛区第四名 | 未进入     |
| PHX  | 2012-13 | 51     | 28     | 23     | .549   | (開除)         |            |
| 總計 | 總計    | 215    | 99     | 116    | .460   |                |            |